# Llengua minoritzada

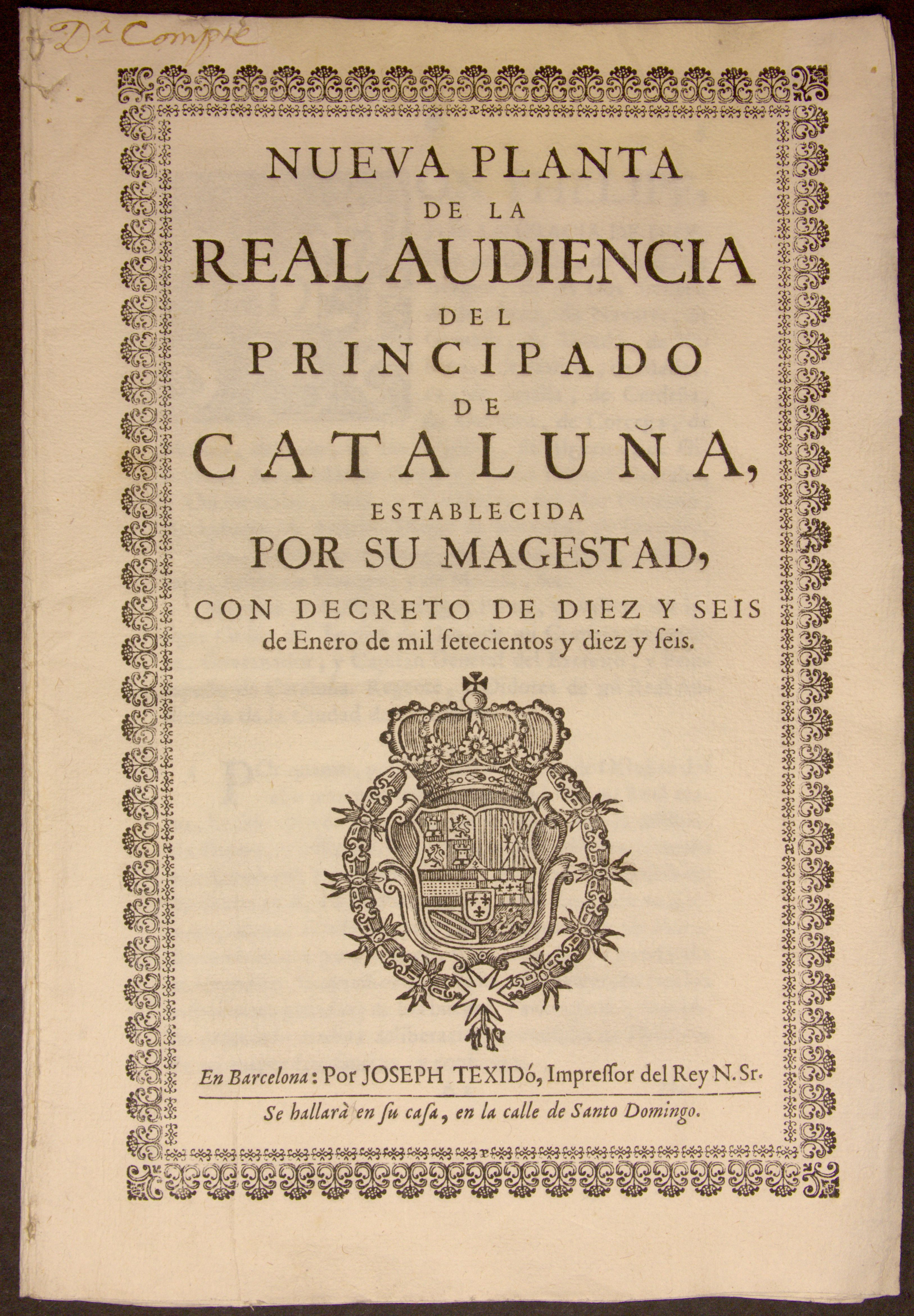
El Decret de Nova Planta, prohibí l'ús de la llengua catalana a l'administració de justícia i de govern de Catalunya

Llengua minoritzada és un terme creat per la sociolingüística, aplicable a tot codi lingüístic que no gaudeix d'un ple reconeixement legal i/o ús social, ni és d'obligat coneixement en el seu territori històric, per raó de la imposició d'una llengua originàriament exògena.
Aquest terme s'ha anat imposant dins el món científic, considerant que reflecteix de forma més exacta la situació social i legal que pateixen els parlants d'una llengua que ha sofert un procés de minorització, per damunt d'altres expressions menys exactes, o fins errònies.

## Procés de minorització
Procés de substitució d'una llengua en situació de feblesa per una altra de dominant. La minorització lingüística és resultat d'una sèrie de pressions internes i externes a causa de les condicions històriques i socioeconòmiques, la política lingüística aplicada i mecanismes psicosocials que constrenyen la llengua recessiva i asseguren l'expansió de la dominant. S'entén per minorització la situació en què una llengua, tot i que pugui ser parlada per la majoria de la població autòctona d'un territori, ocupa només una part minoritària dels usos i àmbits socials. Aquest procés recessiu es dona en situacions en què l'ús d'una llengua dominant té el suport del poder polític i l'ús de l'altra llengua, la territorial, esdevé subordinat.
Les llengües minoritzades es caracteritzen per haver patit la imposició legal o fàctica d'una altra llengua, legitimada gràcies al suport explícit d'un poder polític. Així, els processos de minorització van partir de situacions de pràctic monolingüisme on, en un determinat territori, la major part de la seva població només dominava una llengua, la qual ocupava gairebé tots els àmbits socials i privats d'ús. Històricament, aquestes situacions eren força perdurables, ja que les possibilitats dels òrgans de poder d'intervenir en l'àmbit dels usos lingüístics, durant l'Edat Mitjana o Moderna, eren pràcticament nul·les. Tanmateix, ja en aquesta època es poden trobar disposicions legals sobre usos lingüístics, com ara l'Ordenança de Villers-Cotterêts, dictada en 1539 pel Rei de França Francesc I, que imposava l'ús del francès en l'administració i la justícia.
La cristal·lització del concepte i la realitat de l'Estat nació, cap a finals del segle xviii, va portar a la creació, al nostre continent, d'unes estructures polítiques més evolucionades, les quals van tenir cada cop major poder i capacitat d'influència sobre els seus administrats. Aquesta evolució va anar parella a un ànim d'uniformitzar tots els diferents pobles i llengües que hi havia dins les fronteres polítiques, ben evidentment, assimilant-los a la cultura i identitat del poder polític estatal. En el cas espanyol, un exemple clar són els Decrets de Nova Planta, dictats entre 1707 i 1716, que imposaven l'ús oficial de la llengua castellana en tots els seus territoris de parla catalana.
El poder omnímode de l'estat per fer executar les seves ordres, el prestigi del qual podia gaudir davant la població, la creixent interacció de l'administració amb l'administrat, o el perfeccionament i universalització dels seus mitjans de socialització, ja fos l'escola, el servei militar o els mitjans de comunicació, van facilitar l'extensió en el coneixement de la llengua oficial de l'estat, a zones on fins poc abans aquell codi era pràcticament exogen.
| « | A mesura que els governs estatals han anat bastint una xarxa de poder polític i administratiu, amb estructures arreu del territori (...) ha augmentat la seva capacitat d'influir realment en la configuració social i personal de la població (...) En molts casos (...) ha inclòs la formulació d'una política lingüística, que de vegades ha estat molt explícita i fruit d'un procés de planificació, i de vegades ha quedat com a implícita, en el marc de la ideologia nacional(ista) dels dirigents de l'estat en qüestió. | » |
| — | |   |

Aquells processos d'extensió de la llengua del poder van comportar la progressiva bilingüització forçada de les poblacions que no eren parlants de la llengua oficial. El coneixement imposat d'aquell codi lingüístic ha estat defensat pels ideòlegs de l'estat, com a necessari per a facilitar el funcionament de l'estat i la comunicació entre els seus administrats. En tot cas, exemples com ara Suïssa demostren que el respecte per la diversitat lingüística pròpia no està renyida amb l'eficiència administrativa.
| « | Sota el pretext de comoditat en les relacions, es tractava d'imposar un model únic d'expressió, d'esborrar qualsevol persistència d'una personalitat regional ètnica diferent de l'arquetip nacional. | » |
| — | |   |

## Els parlants de llengua minoritzada
La realitat europea actual ens mostra que en la pràctica majoria dels estats, on s'ha optat per la imposició d'un sol codi lingüístic com a efectiva llengua oficial estatal, aquella política lingüística ha comportat la minorització progressiva de tota la resta de llengües autòctones. És a dir, la bilingüització forçada de les minories lingüístiques estatals, juntament amb altres fenòmens, com ara els processos migratoris interns, els matrimonis mixtes o la penetració dels mitjans audiovisuals en llengua estatal, han fet que la minorització hagi donat pas a processos d'hibridació, interrupció de la transmissió, substitució lingüística i, en última instància, mort de la llengua. I és que si només existeix una llengua legalment reconeguda i vàlida, resten pocs al·licients per continuar transmetent l'altra, deixant de banda el fet que el seu ús ja no és necessari, un cop que tota la societat de llengua minoritzada ja ha estat bilingüitzada.
| « | El bilingüisme desapareix habitualment quan el nucli de monolingües que feia necessària la seva existència s'ha desfet. | » |
| — | |   |

Aquesta acció continuada de l'Estat nació ha afavorit la manca de consciència lingüística dels parlants minoritzats, cosa que els porta a negar la categoria de llengua al seu propi codi lingüístic, afeblint-se igualment la comunicació entre els parlants i la cohesió de tot el domini lingüístic. Dins l'àmbit catalanoparlant, aquesta actitud ha portat a la negació de la unitat de la llengua, aprofitant denominacions històriques (valencià) o creant-ne de noves (balear) per intentar augmentar el grau de minorització del català. També ha provocat denominacions de marcat caràcter pejoratiu, que evidencien els greus efectes de la minorització en certes contrades del domini lingüístic català: així, denominacions com ara xapurriau o xapurriat a la Franja de Ponent, associant la seva llengua a un codi barrejat i espuri, o patués a la Vall de Benasc, clarament deutor del veí patois (etimològicament, ‘parlar amb les potes'), terme lingüísticament insultant d'ús gairebé universal en l'estat francès.
| « | Només sembla que, en general, hagin pogut resistir aquest macroprocés de modernització aquelles comunitats que, a partir de la seva situació econòmica i cultural, han pogut fer prevaldré una interpretació positiva de les seves varietats lingüístiques, i globalment d'elles mateixes com a grup humà. | » |
| — | |   |

## Distinció respecte d'altres termes
El poder que tenen els estats és fonamental, no només per al futur d'una llengua, sinó també per a la consideració amb què puguin ser tractats els seus parlants. En són bona prova les diferents denominacions que s'han vingut atorgant als codis lingüístics parlats per les minories estatals, per part d'aquells poders estatals. En general, són expressions incorrectes, discriminatòries i que no descriuen l'estat real d'aquelles llengües.
Una expressió molt estesa a Espanya, i encara present entre els parlants de llengua castellana, és la de llengües vernacles. Però d'acord amb el DIEC (“Pertanyent a la contrada on hom ha nascut, s'aplica especialment a la llengua.”), aquella expressió és aplicable a qualsevol llengua del món, per part dels seus propis parlants. D'aquesta manera, tan vernacla seria la llengua catalana a Barcelona com l'anglesa a Londres.
Una segona expressió emprada és la de llengües regionals. Presa al peu de la lletra, designaria llengües parlades solament en una regió, cosa que suposa sotmetre un criteri científic (discernir què és una llengua) a un criteri força menys empíric (què és una regió). En tot cas, i en el seu sentit estricte, no semblaria aplicable a llengües parlades en més d'una regió ni, encara menys a llengües parlades en més d'un estat, com el català o el basc.
Més sovint són designades com a llengües minoritàries. Tot i ser parlades per minories estatals, cosa que ha provocat la seva minorització, el concepte llengua minoritària, en un sentit absolut, implicaria una demografia o un domini territorial petits, cosa que no és necessàriament el cas. N'és bona prova que hi ha llengües tingudes per minoritàries, com el català, que poden superar el nombre d'usuaris de llengües que mai són qualificades així, com el txec, el búlgar o el danès.

## Concepte sociolingüístic
El terme llengua minoritzada va ser creat en l'àmbit de la sociolingüística, com a resposta a una realitat legal i social que afecta l'ús lingüístic de milions de parlants. És per això que, per tal de poder aplicar aquest adjectiu a un codi lingüístic, cal atendre no al codi en si, sinó a la situació que viuen els seus parlants en un determinat territori.
Així les coses, una mateixa llengua pot viure diferents situacions sociolingüístiques, cosa que reforça la inexactitud d'expressions com llengua regional o minoritària. P.ex. l'alemany és la llengua més parlada dins la Unió Europea però fora dels estats que la tenen com a oficial, viu tot un ventall de situacions diferents, des de la cooficialitat en Tirol del Sud (Itàlia) passant per una greu minorització a Alsàcia (França) fins a la pràctica substitució lingüística a Jutlàndia Meridional (Dinamarca).
Aquests exemples ens mostren que la magnitud a analitzar, per tal de considerar una llengua com a minoritzada o no, res té a veure amb la llengua en si mateixa, ni al seu nombre de parlants, sinó al tracte legal i la consegüent situació social que té, i això, sempre amb relació a un determinat territori. Així, una mateixa llengua pot ser plenament oficial i normalitzada en un indret, i minoritzada, en major o menor grau, en un altre. I, en últim extrem, palesa la superioritat analítica del terme llengua minoritzada, que descriu de forma molt més acurada la problemàtica sociolingüística que viu un idioma en aquella situació.

## Situació legal a Europa
La minorització continuada de les minories lingüístiques europees va portar a les llengües víctimes d'aquells processos a una greu crisi, que amenaçava la diversitat lingüística del continent. És amb l'objectiu de dotar a aquelles llengües i els seus parlants de progressius drets lingüístics que es va adoptar, el 5 de novembre de 1992, la Carta Europea de les Llengües Regionals o Minoritàries, que ja ha estat signada i ratificada per la majoria dels membres del Consell d'Europa. Cal remarcar que la denominació emprada no és la sancionada per la comunitat científica (llengua minoritzada), i que és una carta redactada pels mateixos poders polítics que han provocat la minorització a escala continental.
| « | En referència a la Carta Europea de Llengües Minoritàries, les resolucions del Consell de la Unió Europea i altres textos d'aquest gènere. Cal no oblidar que molt sovint es tracta de documents i disposicions redactades «des de dalt», i no precisament pels qui sofreixen la minorització com a problema. Són concessions institucionals que en cap cas preveuen la cessió de poder real a les comunitats afectades. Aquestes lleis i projectes no estableixen obligacions reals, no augmenten la capacitat de legislar, ordenar i sancionar amb relació a l'ús lingüístic. Es mouen entre el món de les bones intencions (amb mala consciència) i el de la retòrica oportunista legitimadora de l'statu quo. Aquest discurs de la bona voluntat neix d'una acceptació de les asimetries i de les relacions de dominació, i no del desig d'impugnar-les i superar-les. | » |
| — | |   |

Pel que fa a l'àmbit catalanoparlant, a Espanya la carta va entrar en vigor l'any 2001, mentre que França i Itàlia no l'han ratificada mai. La signatura i ratificació obliga als estats a assumir uns objectius per a les seves llengües minoritzades, els quals són seguits mitjançant informes triennals fets per experts del mateix Consell d'Europa. De tota manera, aquells informes no comporten cap obligació posterior, ni a la Carta hi ha previstes sancions per als estats no complidors.
| « | Encara no hi ha cap govern central que s'hagi mostrat capaç de donar abast a l'exigència de la preservació del ser diferent, no en el sentit museològic sinó en el sentit del desenvolupament de formes de vida i de cultura independents. | » |
| — | |   |

## Llengües minoritzades
Algunes llengües actualment considerades minoritzades són les llengües de signes d'arreu, el kurd, el basc, l'occità, l'irlandès, el català, l'amazic, el marshallès, el castellà als Estats Units, el nàhuatl, el zapoteca istmeny, les llengües mandenkà, el xhosa, l'ídix, el judeocastellà, el bretó, el feroès, l'asturià, l'aragonès, el caló, el gallec, el xerpa, el gal·ló, el tàtar de Crimea, el frisó, el romanx, el sard, el friülès, el gal·lès, l'alemany suís, les llengües nacionals del Gabon, el venecià, les llengües parlades per la diàspora índia a Europa com hindi i urdú, el castellà a Suïssa, el francès canadenc, el xinès als Estats Units, el flamenc i l'alemany a Bèlgica, l'àrab a Israel i el võro.